# Getafe CF
Getafe Club de Fútbol is een Spaanse voetbalclub uit Getafe, een voorstad van Madrid. Het thuisstadion is het Coliseum Alfonso Pérez, dat 17.700 plaatsen heeft. Sinds 2018 speelt Getafe CF weer in de Primera División, de hoogste voetbalklasse van Spanje. 
Getafes tweede team, Getafe CF B, komt uit in de Segunda División B, Groep 2.

## Historie
Getafe CF werd opgericht op 8 juli 1983. In 2004 promoveerde de club als nummer twee van de Segunda División A naar de Primera División. Trainer Quique Sánchez Flores hield de club tegen alle verwachtingen in, in de hoogste klasse. Flores vertrok daarop naar Valencia CF en werd vervangen door de Duitser Bernd Schuster. Onder zijn leiding werd Getafe in het seizoen 2005/2006 negende.
In het seizoen 2006/2007 haalde men de finale van de Copa del Rey. Nadat het de heenwedstrijd van de halve finale met 5-2 verloor van FC Barcelona, leek Getafe weinig kans meer te hebben op een finaleplaats. In de return domineerden Los Azulones de wedstrijd en wonnen met 4-0. Daarmee bereikte Getafe voor het eerst in de historie de bekerfinale (1-0 verlies tegen Sevilla FC).
Getafe debuteerde op 20 september 2007 in de UEFA Cup met een 1-0-overwinning op FC Twente. Uiteindelijk haalde het de kwartfinale, waarin FC Bayern München Getafe na verlengingen uitschakelde. Een week later stond Getafe CF wederom in de finale van de Copa del Rey, maar verloor deze opnieuw: Valencia CF won met 3-1. Esteban Granero maakte uit een strafschop het enige doelpunt voor Getafe.
In het seizoen 2015/16 koos Getafe op 12 april voor Juan Esnáider als de nieuwe trainer-coach. De voormalig Argentijns international werd aangesteld als vervanger van Fran Escribá, die een dag eerder werd weggestuurd. Met nog zes wedstrijden voor de boeg stond Getafe op dat moment voorlaatste in de Primera División. Esnáider werkte eerder al even bij Getafe als assistent-trainer. De temperamentvolle Argentijn, oud-spits van onder meer Juventus en de Madrileense clubs Real en Atlético, kreeg als opdracht mee om Getafe in de hoogste Spaanse afdeling te houden. Hij slaagde niet in die opdracht. Onder zijn opvolger José Bordalás wist Getafe in het seizoen 2016/17 meteen weer promotie af te dwingen naar de hoogste afdeling. In de finale van de play-offs promotie/degradatie won de ploeg over twee wedstrijden van CD Tenerife en verzekerde zich daarmee als laatste club van een plaats in de Primera Division voor volgend seizoen. Voor Bordalas was het de tweede promotie op rij. In 2016 deed hij dat met CD Alaves.

## Erelijst
| Competitie                   | Aantal | Jaren   |
| ---------------------------- | ------ | ------- |
| Segunda División B - Groep I | 1x     | 1998/99 |

## Eindklasseringen (grafisch)
- 1984 1e
3e regionaal
- 1985 1e
2e regionaal
- 1986 1e
1e regionaal
- 1987 6e
Tercera División
- 1988 3e
Segunda División B
- 1989 6e
Segunda División B
- 1990 2e
Segunda División B
- 1991 4e
Segunda División B
- 1992 6e
Segunda División B
- 1993 4e
Segunda División B
- 1994 2e
Segunda División B
- 1995 18e
Segunda División
- 1996 19e
Segunda División
- 1997 16e
Segunda División B
- 1998 7e
Segunda División B
- 1999 1e
Segunda División B
- 2000 19e
Segunda División
- 2001 21e
Segunda División
- 2002 5e
Segunda División B
- 2003 11e
Segunda División
- 2004 3e
Segunda División
- 2005 13e
Primera División
- 2006 9e
Primera División
- 2007 9e
Primera División
- 2008 14e
Primera División
- 2009 17e
Primera División
- 2010 6e
Primera División
- 2011 16e
Primera División
- 2012 11e
Primera División
- 2013 10e
Primera División
- 2014 13e
Primera División
- 2015 15e
Primera División
- 2016 19e
Primera División
- 2017 3e
Segunda División
- 2018 8e
Primera División
- 2019 5e
Primera División
- 2020 8e
Primera División
- 2021 16e
Primera División
- 2022 15e
Primera División
- 2023 15e
Primera División
- 2024 12e
Primera División
- 2025 13e
Primera División

- Primera División
- Segunda División
- Segunda División B
- Tercera División
- 1e regionaal
- 2e regionaal
- 3e regionaal

## Eindklasseringen
| Seizoen   | №  | Clubs | Divisie                    | Duels | Winst | Gelijk | Verlies | Doelsaldo | Punten |
| --------- | -- | ----- | -------------------------- | ----- | ----- | ------ | ------- | --------- | ------ |
| 2000-2001 | 21 | 22    | Segunda División           | 42    | 8     | 11     | 23      | 42-65     | 35     |
| 2001-2002 | 5  | 20    | Segunda División B-Groep 3 | 38    | 17    | 10     | 11      | 48-37     | 61     |
| 2002-2003 | 11 | 22    | Segunda División           | 42    | 13    | 14     | 15      | 52-55     | 53     |
| 2003-2004 | 3  | 22    | Segunda División           | 42    | 20    | 16     | 6       | 55–38     | 76     |
| 2004–2005 | 13 | 20    | Primera División           | 38    | 12    | 11     | 15      | 38–46     | 47     |
| 2005–2006 | 9  | 20    | Primera División           | 38    | 15    | 9      | 14      | 54–49     | 54     |
| 2006–2007 | 9  | 20    | Primera División           | 38    | 14    | 10     | 14      | 39–33     | 52     |
| 2007–2008 | 14 | 20    | Primera División           | 38    | 12    | 11     | 15      | 44–48     | 47     |
| 2008–2009 | 17 | 20    | Primera División           | 38    | 10    | 12     | 16      | 50–56     | 42     |
| 2009–2010 | 6  | 20    | Primera División           | 38    | 17    | 7      | 14      | 58–48     | 58     |
| 2010–2011 | 16 | 20    | Primera División           | 38    | 12    | 8      | 18      | 49–60     | 44     |
| 2011–2012 | 11 | 20    | Primera División           | 38    | 12    | 11     | 15      | 40–51     | 47     |
| 2012–2013 | 10 | 20    | Primera División           | 38    | 13    | 8      | 17      | 43–57     | 47     |
| 2013–2014 | 16 | 20    | Primera División           | 38    | 11    | 9      | 18      | 35–54     | 42     |
| 2014–2015 | 15 | 20    | Primera División           | 38    | 10    | 5      | 21      | 33–64     | 37     |
| 2015–2016 | 19 | 20    | Primera División           | 38    | 9     | 9      | 20      | 37–67     | 36     |
| 2016-2017 | 3  | 22    | Segunda División           | 42    | 18    | 14     | 10      | 55–43     | 68     |
| 2017–2018 | 8  | 20    | Primera División           | 38    | 15    | 10     | 13      | 42–33     | 55     |
| 2018–2019 | 5  | 20    | Primera División           | 38    | 15    | 14     | 9       | 48–35     | 59     |
| 2019–2020 | 8  | 20    | Primera División           | 38    | 14    | 12     | 12      | 43–37     | 54     |
| 2020–2021 | 16 | 20    | Primera División           | 37    | 9     | 10     | 18      | 28–43     | 37     |
| 2021–2022 | 15 | 20    | Primera División           | 38    | 8     | 15     | 15      | 33-41     | 39     |
| 2022–2023 | 15 | 20    | Primera División           | 38    | 10    | 12     | 16      | 34-45     | 42     |
| 2023–2024 | 12 | 20    | Primera División           | 38    | 10    | 13     | 15      | 42-54     | 43     |
| 2024–2025 | 13 | 20    | Primera División           | 38    | 11    | 9      | 18      | 34-39     | 42     |

## Bekende spelers en trainers
Spanjaarden
- Raúl Albiol
- Carles Aleñá
- Luis Aragonés
- David Belenguer
- Jaime Gavilán
- Esteban Granero
- Daniel Güiza
- Jaime Mata
- Borja Mayoral
- Jorge Molina
- Alexis Ruano
- David Silva

Overig
- Roberto Abbondanzieri
- Marc Bernaus
- Jakson Coelho
- Deyverson
- Wanderson Maciel Sousa Campos
- Joffre Guerrón
- Mariano Pernía
- Óscar Ustari
- Māris Verpakovskis
- Ibrahim Kaş
- Enes Ünal
- Abdelaziz Barrada
- Mason Greenwood

Trainers
- Michael Laudrup
- José Bordalás
- Quique Sánchez Flores
- Bernd Schuster
- Cosmin Contra

## Getafe CF in Europa
#Q = #kwalificatieronde, #R = #ronde, PO=Play Offs, Groep = groepsfase, 1/8 = achtste finale, 1/4 = kwartfinale, T/U = Thuis/Uit, W = Wedstrijd, PUC = punten UEFA coëfficiënten .
Uitslagen vanuit gezichtspunt Getafe CF
| Seizoen                                                     | Competitie    | Ronde        | Land                 | Club                 | Totaalscore | 1e W    | 2e W            | PUC  |
| ----------------------------------------------------------- | ------------- | ------------ | -------------------- | -------------------- | ----------- | ------- | --------------- | ---- |
| 2007/08                                                     | UEFA Cup      | 1R           | Vlag van Nederland   | FC Twente            | 3-3 u       | 1-0 (T) | 2-3 nv (U)      | 18.0 |
|                                                             |               | Groep G      | Vlag van Engeland    | Tottenham Hotspur FC | 2-1         | 2-1 (U) |                 | 18.0 |
|                                                             |               | Groep G      | Vlag van Israël      | Hapoel Tel Aviv FC   | 1-2         | 1-2 (T) |                 | 18.0 |
|                                                             |               | Groep G      | Vlag van Denemarken  | Aalborg BK           | 2-1         | 2-1 (U) |                 | 18.0 |
|                                                             |               | Groep G (1e) | Vlag van België      | RSC Anderlecht       | 2-1         | 2-1 (T) |                 | 18.0 |
|                                                             |               | 3R           | Vlag van Griekenland | AEK Athene           | 4-1         | 1-1 (U) | 3-0 (T)         | 18.0 |
|                                                             |               | 1/8          | Vlag van Portugal    | SL Benfica           | 3-1         | 2-1 (U) | 1-0 (T)         | 18.0 |
|                                                             |               | 1/4          | Vlag van Duitsland   | FC Bayern München    | 4-4 u       | 1-1 (U) | 3-3 nv (T)      | 18.0 |
| 2010/11                                                     | Europa League | PO           | Vlag van Cyprus      | APOEL Nicosia        | 2-1         | 1-0 (T) | 1-1 nv (U)      | 6.5  |
|                                                             |               | Groep H      | Vlag van Duitsland   | VfB Stuttgart        | 0-4         | 0-1 (U) | 0-3 (T)         | 6.5  |
|                                                             |               | Groep H      | Vlag van Denemarken  | Odense BK            | 3-2         | 2-1 (T) | 1-1 (U)         | 6.5  |
|                                                             |               | Groep H (3e) | Vlag van Zwitserland | BSC Young Boys       | 1-2         | 0-2 (U) | 1-0 (T)         | 6.5  |
| 2019/20                                                     | Europa League | Groep C      | Vlag van Turkije     | Trabzonspor          | 2-0         | 1-0 (T) | 1-0 (U)         | 11.0 |
|                                                             |               | Groep C      | Vlag van Rusland     | FK Krasnodar         | 5-1         | 2-1 (U) | 3-0 (T)         | 11.0 |
|                                                             |               | Groep C (2e) | Vlag van Zwitserland | FC Basel             | 1-3         | 0-1 (T) | 1-2 (U)         | 11.0 |
|                                                             |               | 2R           | Vlag van Nederland   | AFC Ajax             | 3-2         | 2-0 (T) | 1-2 (U)         | 11.0 |
|                                                             |               | 1/8          | Vlag van Italië      | Internazionale       | 0-2         | 0-2     | < Gelsenkirchen | 11.0 |
| Totaal aantal behaalde punten voor UEFA coëfficiënten: 35.5 |               |              |                      |                      |             |         |                 |      |

Zie ook
- Deelnemers UEFA-toernooien Spanje
- Ranglijst van alle clubs die in de diverse Europa Cups zijn uitgekomen